# Pardosa enucleata
Pardosa enucleata este o specie de păianjeni din genul Pardosa, familia Lycosidae, descrisă de Roewer, 1959. Conform Catalogue of Life specia Pardosa enucleata nu are subspecii cunoscute.